# Hébreu moderne
Pour les articles homonymes, voir Hébreu (homonymie).
 (juillet 2021).
L’hébreu moderne est la variété de l'hébreu parlée depuis la fin du XIXe siècle. Sa particularité est d'être redevenu une langue vivante, parlée par la plupart des Israéliens, après de nombreux siècles où la langue était  une langue morte et une langue liturgique.
L'hébreu moderne naquit au siècle des Lumières, de la Haskalah qui sortit la culture juive de ses ghettos pour s'ouvrir au monde de son temps. L'usage séculier de la langue sacrée a cependant toujours révolté les esprits plus traditionnels[Qui ?]. La première phase du renouveau de l'hébreu débordant du cadre strictement religieux fut surtout littéraire, sous l'impulsion, entre autres, de Moses Mendelssohn.
Avec Éliézer Ben Yehoudah débuta la renaissance d'un hébreu vernaculaire utilisé aujourd'hui par les citoyens de l'État d'Israël, dont il est langue officielle alors qu'à partir du 9 juillet 2018, l'arabe perd son statut de langue officielle dans l'Etat hébreu pour devenir une langue à « statut spécial ». On estime le nombre de ses locuteurs à environ 6 millions.

## Le témoignage des frères Tharaud
En 1927, Jérôme et Jean Tharaud, peu suspects de philosémitisme, n’hésitaient pas à écrire : « Cette langue, on l'a rafraîchie, rajeunie, mise à la page. Et voilà le grand fait, le premier résultat obtenu par les sionistes : l'hébreu est ressuscité. Il est redevenu une langue vivante. Dans toutes les écoles de Palestine, sciences, littérature, philosophie, histoire, tout est enseigné en hébreu. Il n'y a pas un enfant juif dans toute la Judée qui ne parle aujourd'hui la langue de Moïse comme sa langue naturelle. Et si l'on songe qu'un pareil résultat a été acquis en dix ans, on ne peut qu'admirer cet effort. »